# Farzad Bazoft
Farzad Bazoft (22. května 1958 – 15. března 1990) byl v Íránu narozený novinář, který se v polovině osmdesátých let usadil ve Velké Británii. Pracoval jako reportér na volné noze pro britský The Observer a pro BBC. V roce 1990 byl v Iráku popraven poté, co byl obviněn ze špionáže ve prospěch Izraele.
Bazoft přesídlil do Velké Británie v roce 1985. Napsal mnoho článků o Středním Východě před tím, než byl v roce 1989 pozván iráckou vládou spolu s dalšími novináři, aby referovali o volbách v Kurdistánu; podle jiných informací přijeli, aby informovali o obnově Iráku po skončení Íránsko-irácké války. Brzy po příjezdu do Iráku se dozvěděl o záhadném výbuchu, který se udál 19. září 1989 ve vojenském komplexu al-Iskandria jižně od Bagdádu. Obrovská detonace byla slyšitelná i v 50 km vzdáleném Bagdádu. Nehledě na osobní příkaz Husseina udržet celou věc v tajnosti, začaly se šířit zvěsti o nehodě v raketové továrně, při které zahynuly desítky egyptských techniků, kteří se účastnili tajného projektu výroby raket středního doletu. V očekávání senzace se Bazoft okamžitě vydal do al-Hilla, aby zjistil podrobnosti. Prý získal pro své šetření souhlas iráckých úředních míst. Editor Observeru Donald Trelford v reakci na pozdější události řekl: „Bazoft nebyl špion, je to reportér, který hledal námět a předem oznámil, co se chystá udělat… řekl bagdádským úřadům, kam se chystá vyrazit. Není špion, chystal se napsat reportáž.“ I další západní novináři se pokoušeli zjistit podrobnosti, ale kameraman ITN byl zastaven iráckými úředníky dříve, než mohl továrnu vidět. Bazoftovi, který cestoval v autě řízeném britskou zdravotní sestrou Daphne Parish, se projet podařilo. Předtím se vyptával vojáků v bagdádských hotelích a kasinech a hotelová ochranka zřejmě podala zprávu irácké tajné službě.
Bazoft byl zadržen na bagdádském letišti v září 1989, když čekal na svůj let do Londýna. Bylo u něj nalezeno 34 fotografií okolí al-Hilla spolu se vzorkem půdy z blízkosti továrny. Poté, co byl šest týdnů zadržován a mučen ve vězení Abú Ghrajb, byl 1. prosince přiveden před televizní kamery, kde přiznal, že je izraelským agentem. Parish byla též uvězněna. Před začátkem soudního procesu napsal Saddám Husajn Thatcherové a ujistil ji, že proces s Bazoftem a Parishovou bude spravedlivý.
Po jednodenním jednání soudu, které se odehrávalo za zavřenými dveřmi, byl Bazoft i přes chybějící důkazy shledán vinným a 10. března odsouzen k trestu smrti. Parish byla odsouzena k patnáctiletému vězení, avšak 16. června byla po intervenci zambijského prezidenta Kenetha Kaundy propuštěna.
Žádosti mezinárodního společenství o milost byly bezvýsledné. Odvolání proti rozsudku nebylo dovoleno a trest oběšením byl vykonán 15. března 1990. Tělo bylo uloženo do hrubé dřevěné rakve a odesláno rodině v Británii. Ihned po provedení rozsudku opustil britský velvyslanec Irák a všechny ministerské návštěvy byly zrušeny. O pár měsíců později (2. srpna) Irák napadl Kuvajt a vyvolal první válku v Zálivu.
V roce 2003 The Observer vyhledal Kadema Askara, plukovníka irácké tajné služby, který první vedl Bazoftovo vyšetřování. Askar potvrdil, že věděl o Bazoftově nevině, avšak nemohl změnit Husseinův příkaz Bazofta odsoudit a popravit. Fakt, že Saddám Husajn nařídil Bazoftovu popravu, je potvrzen z přepisů záznamů jednání získaných během invaze v roce 2003.